# ウィリアム・グスターヴァス・ブラウン
ウィリアム・グスターヴァス・ブラウン（英語: William Gustavus Brown ？ - 1883年11月27日）は、イギリスの軍人。最終階級は陸軍大将。

## 略歴
第24歩兵連隊に入隊。1863年、在中国・香港イギリス軍司令官に就任。任期中に江蘇省太倉で太平天国軍を鎮圧した。この戦いにおけるイギリス軍の残酷ぶりに関する主張がなされたが、これはのちに事実無根として取り下げられた。
第83（ダブリン県）歩兵連隊の連隊長も務めた。退役後はシドナム（現在はグレーター・ロンドンの一部だが、当時はケントの一部）に住んだ。